# Africonidia mkuzensis
Africonidia mkuzensis är en insektsart som beskrevs av Ben-dov 1974. Africonidia mkuzensis ingår i släktet Africonidia och familjen pansarsköldlöss. Inga underarter finns listade i Catalogue of Life.